# Purcăreni (Micești), Argeș
Purcăreni este un sat în comuna Micești din județul Argeș, Muntenia, România.